# محوطه حسین‌آباد دهدار
محوطه حسین‌آباد دهدار مربوط به دوران‌های تاریخی پس از اسلام است و در شهرستان جیرفت، بخش مرکزی، روستای حسین‌آباد واقع شده و این اثر در تاریخ ۱۱ دی ۱۳۸۰ با شمارهٔ ثبت ۴۵۸۹ به‌عنوان یکی از آثار ملی ایران به ثبت رسیده‌است.